# Urânia Vanério
Urânia Vanério de Argollo Ferrão, född 14 december 1811 i Salvador, död 3 december 1849 i Salvador, var en brasiliansk lärare, författare och översättare. Under sin barndom bevittnade hon konflikten som uppstod mellan brasilianska och portugisiska trupper under processen för Bahias självständighet, vilket fick henne att skriva dikten "Lamentos de uma Baiana..." ('Klagomål från en flicka från Bahia').